# Associazione Calcio Reggiana 1989-1990
Questa voce raccoglie le informazioni riguardanti l'Associazione Calcio Reggiana nelle competizioni ufficiali della stagione 1989-1990.

## Stagione
Nella stagione 1989-1990 per la Reggiana è il primo campionato di Serie B dopo la retrocessione del 1983, e l'allenatore Pippo Marchioro con il diesse Renzo Corni confermano l'intelaiatura del campionato della promozione. Se ne vanno solo Daniel e Zamuner, ma arrivano il mediano Catena (dal Torino) e il centrale difensivo Nava (dal Milan), ritorna il centrocampista Perugi (dalla Fiorentina) e viene inserito l'esterno d'attacco Mandelli (dal Messina). A novembre si aggiunge l'esterno Bergamaschi (dal Brindisi). Sul fronte societario Flaviano Camellini viene sostituito da Ezio Galbiati alla segreteria della Reggiana.
La Reggiana affronta il campionato forte di un Andrea Silenzi che con i suoi 23 gol si laurea capocannoniere del campionato cadetto. I granata stazionano a lungo a ridosso della zona promozione, chiudono il girone di andata al quarto posto con 23 punti. La sconfitta interna col Catanzaro (0-1), del 25 marzo 1990, il pari col Barletta e la caduta nell'altra Reggio (1-0) affondano però i sogni di gloria granata. Il campionato finisce nell'ultima trasferta della stagione, con la sconfitta (2-0) di Parma il 27 maggio del 1990, nel derby che assegna la prima promozione matematica in A ai ducali. Nella Coppa Italia che da questa stagione ritorna ad eliminazione diretta nei primi due turni, con conseguente riduzione delle contendenti da 48 a 12, la Reggiana esce subito dal torneo nel primo turno, ai calci di rigore, sconfitta (6-5) a Cosenza.

## Divise e sponsor
| Casa |

## Rosa
| N. |                   | Ruolo | Calciatore              |
| -- | ----------------- | ----- | ----------------------- |
|    | Italia (bandiera) | A     | Massimiliano Battigello |
|    | Italia (bandiera) | C     | Roberto Bergamaschi     |
|    | Italia (bandiera) | C     | Massimiliano Catena     |
|    | Italia (bandiera) | A     | Salvo Fulvio D’Adderio  |
|    | Italia (bandiera) | C     | Stefano De Agostini     |
|    | Italia (bandiera) | C     | Walter De Vecchi        |
|    | Italia (bandiera) | C     | Loris Dominissini       |
|    | Italia (bandiera) | P     | Nico Facciolo           |
|    | Italia (bandiera) | P     | Bruno Fantini           |
|    | Italia (bandiera) | C     | Augusto Gabriele        |

| N. |                   | Ruolo | Calciatore      |
| -- | ----------------- | ----- | --------------- |
|    | Italia (bandiera) | C     | Andrea Galassi  |
|    | Italia (bandiera) | D     | Stefano Guerra  |
|    | Italia (bandiera) | A     | Paolo Mandelli  |
|    | Italia (bandiera) | D     | Stefano Nava    |
|    | Italia (bandiera) | D     | Massimo Paganin |
|    | Italia (bandiera) | C     | Paolo Perugi    |
|    | Italia (bandiera) | A     | Mauro Rabitti   |
|    | Italia (bandiera) | C     | Andrea Silenzi  |
|    | Italia (bandiera) | D     | Daniele Tacconi |
|    | Italia (bandiera) | C     | Michele Zanutta |

## Risultati

### Serie B

#### Girone di andata
| Reggio Emilia 27 agosto 1989 1ª giornata | Reggiana            | 0 – 0 | Torino | Stadio Mirabello\| Arbitro: \| Ceccarini (Livorno) \| |
| Arbitro:                                 | Ceccarini (Livorno) |       |        |                                                       |

| Arbitro: | Arcangeli (Terni) |

|              |           |                  |
| Padovano 24’ | Marcatori | 61’, 91’ Silenzi |

| Arbitro: | Bruni (Arezzo) |

|                          |           |                        |
| Silenzi 49’ Gabriele 56’ | Marcatori | 17’ Protti 89’ Onorato |

| Arbitro: | Bailo (Novi Ligure) |

|                 |           |  |
| Bivi 57’ (rig.) | Marcatori |  |

| Arbitro: | Cardona (Milano) |

|                                      |           |  |
| Gabriele 60’ Silenzi 73’, 80’ (rig.) | Marcatori |  |

| Arbitro: | Trentalange (Torino) |

|                            |           |             |
| Incocciati 19’, 75’ (rig.) | Marcatori | 79’ Zanutta |

| Reggio Emilia 8 ottobre 1989 7ª giornata | Reggiana                      | 0 – 0 | Licata | Stadio Mirabello\| Arbitro: \| Boemo (Cervignano del Friuli) \| |
| Arbitro:                                 | Boemo (Cervignano del Friuli) |       |        |                                                                 |

| Arbitro: | Frigerio (Milano) |

|             |           |             |
| Paolino 54’ | Marcatori | 64’ Silenzi |

| Arbitro: | Bailo (Novi Ligure) |

|             |           |  |
| Silenzi 57’ | Marcatori |  |

| Arbitro: | Fabricatore (Roma) |

|             |           |            |
| Palanca 75’ | Marcatori | 4’ Silenzi |

| Padova 5 novembre 1989 11ª giornata | Padova          | 0 – 0 | Reggiana | Stadio Silvio Appiani\| Arbitro: \| Boggi (Salerno) \| |
| Arbitro:                            | Boggi (Salerno) |       |          |                                                        |

| Arbitro: | Bruni (Arezzo) |

|             |           |              |
| Silenzi 33’ | Marcatori | 55’ Messersì |

| Arbitro: | Ceccarini (Livorno) |

|  |           |                    |
|  | Marcatori | 81’ (rig.) Silenzi |

| Arbitro: | Fabricatore (Roma) |

|               |           |             |
| De Vecchi 57’ | Marcatori | 6’ Mariotto |

| Como 3 dicembre 1989 15ª giornata | Como                          | 0 – 0 | Reggiana | Stadio Giuseppe Sinigaglia\| Arbitro: \| Boemo (Cervignano del Friuli) \| |
| Arbitro:                          | Boemo (Cervignano del Friuli) |       |          |                                                                           |

| Reggio Emilia 10 dicembre 1989 16ª giornata | Reggiana        | 0 – 0 | Brescia | Stadio Mirabello\| Arbitro: \| Nicchi (Arezzo) \| |
| Arbitro:                                    | Nicchi (Arezzo) |       |         |                                                   |

| Arbitro: | Stafoggia (Pesaro) |

|                                                  |           |  |
| Traini 52’ Pagano 54’ Rizzolo 60’ Caffarelli 78’ | Marcatori |  |

| Arbitro: | Felicani (Bologna) |

|  |           |               |
|  | Marcatori | 38’, 66’ Ganz |

| Foggia 7 gennaio 1990 19ª giornata | Foggia            | 0 – 0 | Reggiana | Stadio Pino Zaccheria\| Arbitro: \| Dal Forno (Ivrea) \| |
| Arbitro:                           | Dal Forno (Ivrea) |       |          |                                                          |

#### Girone di ritorno
| Arbitro: | Boggi (Salerno) |

|                                      |           |  |
| S. Benedetti 4’, 33’ Pacione 9’, 40’ | Marcatori |  |

| Arbitro: | Arcangeli (Terni) |

|                         |           |             |
| Silenzi 54’, 64’ (rig.) | Marcatori | 50’ Marulla |

| Arbitro: | Cinciripini (Ascoli Piceno) |

|               |           |                         |
| De Simone 79’ | Marcatori | 23’ Silenzi 34’ Zanutta |

| Arbitro: | Cafaro (Grosseto) |

|                                    |           |  |
| Silenzi 33’ (rig.) Bergamaschi 71’ | Marcatori |  |

| Trieste 18 febbraio 1990 24ª giornata | Triestina           | 0 – 0 | Reggiana | Stadio Pino Grezar\| Arbitro: \| Scaramuzza (Mestre) \| |
| Arbitro:                              | Scaramuzza (Mestre) |       |          |                                                         |

| Reggio Emilia 25 febbraio 1990 25ª giornata | Reggiana          | 0 – 0 | Pisa | Stadio Mirabello\| Arbitro: \| Frigerio (Milano) \| |
| Arbitro:                                    | Frigerio (Milano) |       |      |                                                     |

| Arbitro: | Merlino (Torre del Greco) |

|                  |           |  |
| S. Tarantino 65’ | Marcatori |  |

| Arbitro: | Bruni (Arezzo) |

|                |           |  |
| Silenzi 4’, 6’ | Marcatori |  |

| Avellino 18 marzo 1990 28ª giornata | Avellino         | 0 – 0 | Reggiana | Stadio Partenio\| Arbitro: \| Cardona (Milano) \| |
| Arbitro:                            | Cardona (Milano) |       |          |                                                   |

| Arbitro: | Cafaro (Grosseto) |

|  |           |              |
|  | Marcatori | 66’ Cotroneo |

| Arbitro: | Fucci (Salerno) |

|                                          |           |  |
| Silenzi 12’, 60’, 78’ S. De Agostini 23’ | Marcatori |  |

| Arbitro: | Dal Forno (Ivrea) |

|              |           |             |
| Chiodini 44’ | Marcatori | 16’ Silenzi |

| Arbitro: | Boemo (Cervignano del Friuli) |

|                    |           |                     |
| Marcato 54’ (aut.) | Marcatori | 32’ (aut.) Facciolo |

| Arbitro: | Beschin (Legnago) |

|              |           |  |
| Simonini 63’ | Marcatori |  |

| Arbitro: | Lombardi (La Spezia) |

|                              |           |  |
| Bergamaschi 72’ Gabriele 79’ | Marcatori |  |

| Brescia 13 maggio 1990 35ª giornata | Brescia       | 0 – 0 | Reggiana | Stadio Mario Rigamonti\| Arbitro: \| Rosica (Roma) \| |
| Arbitro:                            | Rosica (Roma) |       |          |                                                       |

| Arbitro: | Cardona (Milano) |

|             |           |  |
| Silenzi 19’ | Marcatori |  |

| Arbitro: | Sguizzato (Verona) |

|                      |           |  |
| Osio 7’ A. Melli 89’ | Marcatori |  |

| Arbitro: | Scaramuzza (Mestre) |

|                  |           |                       |
| Silenzi 16’, 70’ | Marcatori | 3’ Signori 34’ Meluso |

### Coppa Italia

#### Primo turno
| Arbitro: | Rosica (Roma) |

|                                           |                      |                                             |
| Padovano 82’, 96’ (rig.)                  | Marcatori            | 42’, 100’ (rig.) Gabriele                   |
| Padovano Marulla D. Di Vincenzo Muro Aimo | Tiri di rigore 6 – 5 | Gabriele Zanutta Mandelli Silenzi De Vecchi |

## Statistiche

### Statistiche di squadra
| Competizione | Punti | In casa | In casa | In casa | In casa | In casa | In casa | In trasferta | In trasferta | In trasferta | In trasferta | In trasferta | In trasferta | Totale | Totale | Totale | Totale | Totale | Totale | DR |
| Competizione | Punti | G       | V       | N       | P       | Gf      | Gs      | G            | V            | N            | P            | Gf           | Gs           | G      | V      | N      | P      | Gf     | Gs     | DR |
| ------------ | ----- | ------- | ------- | ------- | ------- | ------- | ------- | ------------ | ------------ | ------------ | ------------ | ------------ | ------------ | ------ | ------ | ------ | ------ | ------ | ------ | -- |
| Serie B      | 40    | 19      | 8       | 9       | 2       | 24      | 11      | 19           | 3            | 9            | 7            | 9            | 20           | 38     | 11     | 18     | 9      | 33     | 31     | +2 |
| Coppa Italia |       | -       | -       | -       | -       | -       | -       | 1            | 0            | 1            | 0            | 2            | 2            | 1      | 0      | 1      | 0      | 2      | 2      | 0  |
| Totale       |       | 19      | 8       | 9       | 2       | 24      | 11      | 20           | 3            | 10           | 7            | 11           | 22           | 39     | 11     | 19     | 9      | 35     | 33     | +2 |

### Statistiche dei giocatori
| Giocatore      | Serie B  | Serie B | Serie B     | Serie B    | Coppa Italia | Coppa Italia | Coppa Italia | Coppa Italia | Totale   | Totale | Totale      | Totale     |
| Giocatore      | Presenze | Reti    | Ammonizioni | Espulsioni | Presenze     | Reti         | Ammonizioni  | Espulsioni   | Presenze | Reti   | Ammonizioni | Espulsioni |
| -------------- | -------- | ------- | ----------- | ---------- | ------------ | ------------ | ------------ | ------------ | -------- | ------ | ----------- | ---------- |
| M. Battigello  | 1        | 0       | ?           | ?          | -            | -            | -            | -            | 1        | 0      | 0+          | 0+         |
| R. Bergamaschi | 30       | 2       | ?           | ?          | -            | -            | -            | -            | 30       | 2      | 0+          | 0+         |
| M. Catena      | 36       | 0       | ?           | ?          | -            | -            | -            | -            | 36       | 0      | 0+          | 0+         |
| S. D'Adderio   | 36       | 0       | ?           | ?          | -            | -            | -            | -            | 36       | 0      | 0+          | 0+         |
| S. De Agostini | 34       | 1       | ?           | ?          | 1            | 0            | ?            | ?            | 35       | 1      | ?           | ?          |
| W. De Vecchi   | 36       | 1       | ?           | ?          | 1            | 0            | ?            | ?            | 37       | 1      | ?           | ?          |
| L. Dominissini | 29       | 0       | ?           | ?          | 1            | 0            | ?            | ?            | 30       | 0      | ?           | ?          |
| N. Facciolo    | 37       | -29     | ?           | ?          | 1            | -2           | ?            | ?            | 38       | -31    | ?           | ?          |
| B. Fantini     | 1        | -2      | ?           | ?          | -            | -            | -            | -            | 1        | -2     | 0+          | 0+         |
| A. Gabriele    | 34       | 3       | ?           | ?          | 1            | 2            | ?            | ?            | 35       | 5      | ?           | ?          |
| A. Galassi     | 13       | 0       | ?           | ?          | -            | -            | -            | -            | 13       | 0      | 0+          | 0+         |
| S. Guerra      | 14       | 0       | ?           | ?          | 1            | 0            | ?            | ?            | 15       | 0      | ?           | ?          |
| P. Mandelli    | 29       | 0       | ?           | ?          | 1            | 0            | ?            | ?            | 30       | 0      | ?           | ?          |
| S. Nava        | 32       | 0       | ?           | ?          | 1            | 0            | ?            | ?            | 33       | 0      | ?           | ?          |
| M. Paganin     | 3        | 0       | ?           | ?          | -            | -            | -            | -            | 3        | 0      | 0+          | 0+         |
| P. Perugi      | 18       | 0       | ?           | ?          | 1            | 0            | ?            | ?            | 19       | 0      | ?           | ?          |
| M. Rabitti     | 9        | 0       | ?           | ?          | -            | -            | -            | -            | 9        | 0      | 0+          | 0+         |
| A. Silenzi     | 36       | 23      | ?           | ?          | 1            | 0            | ?            | ?            | 37       | 23     | ?           | ?          |
| D. Tacconi     | 15       | 0       | ?           | ?          | 1            | 0            | ?            | ?            | 16       | 0      | ?           | ?          |
| M. Zanutta     | 34       | 2       | ?           | ?          | 1            | 0            | ?            | ?            | 35       | 2      | ?           | ?          |